# 1458
| [ Edytuj tabelę ]                          | |
| Król Polski                                | - 1447 Kazimierz IV Jagiellończyk 1492 |
| Książę Albanii                             | - 1443 Skanderbeg 1468 - 1446 Lekë Dukagjini 1481 |
| Współksiążęta Andory                       | - 1437 Arnau Roger de Pallars 1461 - 1436 Gaston IV 1472 |
| Król Anglii                                | - 1422 Henryk VI 1461 |
| Król Aragonii i Walencji, hrabia Barcelony | - 1416 Alfons V Aragoński 1458 - 1458 Jan II Aragoński 1479 |
| Władca Azteków                             | - 1440 Montezuma I 1468 |
| Elektor Brandenburgii                      | - 1440 Fryderyk II Żelazny 1471 |
| Książę Bawarii-Landshut                    | - 1450 Ludwik IX Bogaty 1479 |
| Książę Bawarii-Monachium                   | - 1438 Albert III 1460 |
| Książę Burgundii                           | - 1419 Filip III Dobry 1467 |
| Sułtan Brunei                              | - 1433 Sulaiman 1473 |
| Cesarz Chin                                | - 1457 Zhu Qizhen 1464 |
| Król Cypru                                 | - 1432 Jan II 1458 - 1458 Charlotta Cypryjska 1464 |
| Król Czech                                 | - 1458 Jerzy z Podiebradów 1471 |
| Król Danii                                 | - 1448 Chrystian I 1481 |
| Dalajlama                                  | - 1391 Gendun Drup 1474 |
| Władca Egiptu                              | - 1453 Al-Aszraf Inal 1461 |
| Cesarz Etiopii                             | - 1434 Zara Jaykob Konstantyn 1468 |
| Król Francji                               | - 1422 Karol VII 1461 |
| Król Gruzji                                | - 1446 Jerzy VIII 1465 |
| Hrabia Holandii                            | - 1433 Filip III Dobry (z Burgundii) 1467 |
| Władca Inków                               | - 1438 Pachacutec 1471 |
| Cesarz Japonii                             | - 1428 Go-Hanazono 1464 |
| Kalif                                      | - 1455 Al-Mustandżid 1479 |
| Król Kastylii i Leónu                      | - 1454 Henryk IV 1474 |
| Patriarcha Konstantynopola                 | - 1458 Gennadiusz II Scholar 1458 |
| Władca Korei                               | - 1455 Sejo 1468 |
| Wielki książę litewski                     | - 1440 Kazimierz IV Jagiellończyk 1492 |
| Cesarz Majapahitu                          | - 1456 Girishawardhana 1466 |
| Sułtan Maroka                              | - 1421 Abdulhak II 1465 |
| Książę Mediolanu                           | - 1450 Franciszek I 1466 |
| Senior Monako                              | - 1457 Klaudyna 1458 - 1458 Lambert Grimaldi 1494 |
| Wielki książę moskiewski                   | - 1425 Wasyl II Ślepy 1462 |
| Król Nawarry                               | - 1441 Jan II Aragoński 1479 |
| Król Norwegii                              | - 1450 Chrystian I 1481 |
| Sułtan Omanu                               | - 1451 Umar ibn al-Chattab 1490 |
| Elektor Palatynatu                         | - 1449 Fryderyk I 1476 |
| Papież                                     | - 1455 Kalikst III 1458 - 1458 Pius II 1464 |
| Król Portugalii                            | - 1438 Alfons V 1481 |
| Cesarz Rzymski (niemiecki)                 | - 1440 Fryderyk III Habsburg 1493 |
| Kapitanowie Regenci San Marino             | - 1457 Simone di Antonio Belluzzi Marino di Venturino 1458 - 1458 Girolamo di Francesco Belluzzi Cecco di Giovanni da Valle 1458 - 1458 Menghino di Francesco Calcigni 1459 - 1458 Andrea di Cecco 1458 - 1458 Bartolo di Michele Pasini 1459 |
| Despota Serbii                             | - 1456 Łazarz II Branković 1458 - 1458 Stefan V Ślepy 1459 |
| Elektor Saksonii                           | - 1428 Fryderyk II Łagodny 1464 |
| Król Szkocji                               | - 1437 Jakub II 1460 |
| Król Szwecji                               | - 1457 Chrystian I Oldenburg 1464 |
| Król Tajlandii                             | - 1448 Borommatrailokkanat 1488 |
| Sułtan Turków                              | - 1451 Mehmed II Zdobywca 1481 |
| Doża Wenecji                               | - 1457 Pasqual Malipiero 1462 |
| Król Węgier                                | - 1458 Maciej Korwin 1490 |
| Cesarz Wietnamu                            | - 1442 Lê Nhân Tông 1459 |
| Wielki mistrz zakonu krzyżackiego          | - 1450 Ludwig von Erlichshausen 1467 |

Rok 1458 / MCDLVIII
stulecia: XIV wiek ~
XV wiek ~
XVI wiek

lata: 1448 «
1453 «
1454 «
1455 «
1456 «
1457 «
1458
» 1459
» 1460
» 1461
» 1462
» 1463
» 1468

## Wydarzenia w Polsce
- 23 kwietnia–6 maja – w Piotrkowie obradował sejm walny[1].
- 28 lipca – wojna trzynastoletnia: w Gdańsku został zawarty rozejm pomiędzy Polską a wspierającą krzyżaków Danią. W dokumencie uzgodniono natychmiastowe wstrzymanie działań wojennych do sierpnia 1459 roku oraz przywrócenie handlu. Na maj 1459 zaplanowano sąd rozejmowy mający rozstrzygnąć sprawy sporne.
- Tuliszków otrzymał prawa miejskie.

## Wydarzenia na świecie
- 24 stycznia – Maciej Korwin został królem Węgier.
- 27 lutego – Jerzy z Podiebradów został wybrany na króla Czech.
- 3 czerwca – papież Kalikst III kanonizował Wincentego Ferreriusza.
- 19 sierpnia – Pius II został wybrany papieżem.

- Zajęcie Aten przez Turków.

## Urodzili się
- 9 kwietnia – Kamila Baptysta Varano, włoska błogosławiona (zm. 1524)
- 3 października – Kazimierz, polski święty, patron Polski i Litwy (zm. 1484)

## Zmarli
- 17 stycznia – Ludwik I Zgodny, landgraf Hesji (ur. 1402)
- 15 lipca – Bernard II Badeński, margrabia, błogosławiony katolicki (ur. 1428)
- 28 lipca – Jan II Cypryjski, król Cypru (ur. 1416)
- 6 sierpnia – Kalikst III, papież (ur. 1378)
- 7 września – Maria Kastylijska, królowa Aragonii, Sardynii, Korsyki oraz Neapolu (ur. 1401)